# Mihule karpatská
Mihule karpatská (Eudontomyzon danfordi) je druh mihule, žijící zejména ve východní části povodí Dunaje. Vyskytuje se v podhorských tocích. Na území Slovenska je kriticky ohrožena. Není parazitická. Je dlouhá až 30 cm.

## Popis
Mihule karpatská dosahuje maximální velikosti okolo 20 centimetrů. Její biologie je podobná jako u mihule potoční, žije však i ve větších tocích. Od mihule potoční se liší odlišným uspořádáním zoubků v ústní nálevce. 

## Život a potrava
Žije v přítocích Dunaje a v řekách vlévajících se na jih od Dunaje do Černého moře. Slouží jako příležitostná návnada při lovu dravých ryb. Po výtěru přechází dospělá mihule na cizopasný způsob života: přisává se na ryby a živí se jejich krví a svalstvem. Po výtěru žije pravidelně ještě asi 2 až 3 roky. Stejně jako u mihule potoční jsou její larvy větší než dospělé mihule.